# Ehren Wassermann
Pour les articles homonymes, voir Wassermann.
Ehren Wassermann, né le 6 décembre 1980 à Sylacauga (Alabama), est un joueur américain de baseball évoluant en Ligue majeure de baseball avec les Phillies de Philadelphie. Après la saison 2008, ce lanceur de relève compte 57 matches pour une moyenne de points mérités de 5,06. 

## Carrière
Ehren Wassermann est recruté comme agent libre amateur le 16 juillet 2003 par les White Sox de Chicago. Il fait ses débuts en Ligue majeure le 20 juillet 2007. 
Wassermann doit se contenter d'évoluer en Triple-A en 2009. Il rejoint les Phillies de Philadelphie le 7 janvier 2010 via un contrat de ligues mineures.